# Gemeente van Zevende Dags Adventisten Reformatiebeweging
De Gemeente van Zevende Dags Adventisten Reformatiebeweging is een protestantse geloofsgemeenschap, die in 1919 de leerstellingen van de zevendedagsadventisten hebben voortgezet.

## Geschiedenis
Bij de start van de Eerste Wereldoorlog heeft de Duitse leiding van de zevendedagsadventisten haar leden opgeroepen zich als soldaat ter beschikking te stellen en ook op de sabbat, de door de adventisten geheiligde wekelijkse rustdag, te vechten. Een minderheid verzette zich tegen deze richtlijnen en wees de oorlogsdienst af. Deze minderheid van gelovigen organiseerde zich in 1919 als 'Internationaal Zendingsgenootschap van de Zevendedagsadventisten Reformatiebeweging'. In 1925 kwam deze geloofsgemeenschap voor het eerst bijeen om zich als eigen Generale Conferentie te organiseren. De reformatiebeweging vormde zich ook in andere Europese landen.
Na de Tweede Wereldoorlog was opnieuw organisatie nodig. In 1949 werd de Zevendedagsadventisten Reformatiebeweging via notariële akte in Californië gevestigd. Het vraagstuk rond hertrouwen na een echtscheiding leidde binnen de gemeenschap tot het ontstaan van twee stromingen, die zich in 1951 scheidden, maar dezelfde naam behielden. Voor de scheiding in 1951 lag het ledental rond de 10.000. In 1952 werd de benaming van beide richtingen  'Internationaal Zendingsgenootschap der Zevendedagsadventisten Reformatiebeweging' en 'Zevendedagsadventisten Reformatiebeweging'. De Reformatiebeweging telde in 2024 wereldwijd een ledenaantal van ongeveer 40.000, dat niet meer groeit 
Het 'Internationaal Zendingsgenootschap Gemeente van Zevendedagsadventisten Reformatiebeweging' telt een van 100 tot 200 fluctuerend aantal leden. Als veld valt deze rechtstreeks onder de 'International Missionary Society Seventh-Day Adventist Church Reform Movement', die gevestigd is in de Amerikaanse plaats Cedartown (Georgia). In Nederland zijn deze gemeenten over het hele land verdeeld, met als centraal en kerkelijk bureau de gemeente in Ellecom. Hieronder valt in Oost-Vlaanderen, in Aalst, ook "groep Aalst". 

## Leerstelling
De reform-adventisten geloven dat Jezus spoedig en zichtbaar terugkomt om zijn gelovigen op te halen. Zij geloven dat niemand Gods geboden kan veranderen. Voorbeelden van hun principes zijn het houden van het sabbatsgebod, de doop door onderdompeling, het afwijzen van militaire dienst en het houden van een gezonde levenswijze, inclusief een vegetarische voeding. Anders dan de zevendedagsadventisten is de Reformatiebeweging er weinig aan gelegen zich als maatschappelijke organisatie op te stellen en wijzen bijvoorbeeld de oecumene duidelijk af.